# Blogger.com
Blogger er en webbaseret service, som gør det nemt at publicere indhold til WWW. Som udgangspunkt er det ikke nødvendigt for brugeren at bekymre sig om kode, softwareinstallation eller scripts, men samtidig kan den der vil, nemt få adgang til at justere på webloggens udseende m.v.
Rent praktisk gør denne (og andre lignende) det muligt at publicere til et website gennem et webinterface i en browser. Det er akkurat lige så enkelt som det er at sende en e-mail: fyld noget tekst i et tekstfelt, tryk på en knap, og det ligger på siden.
Blogger startede som et internt projekt (kaldet Stuff) i et selskabet Pyra Labs. Det var lidt af en tilfældighed, at servicen endte på nettet, men dér slog det igennem med sådan en kraft og hastighed, at det hurtigt blev hovedaktiviteten. I 2003 købte søgemaskinen Google Blogger-servicen og ansatte folkene bag den.

## Ekstern henvisning
- Blogger